# Phidippus pius
Phidippus pius là một loài nhện trong họ Salticidae.
Loài này thuộc chi Phidippus. Phidippus pius được Scheffer miêu tả năm 1905.

## Hình ảnh

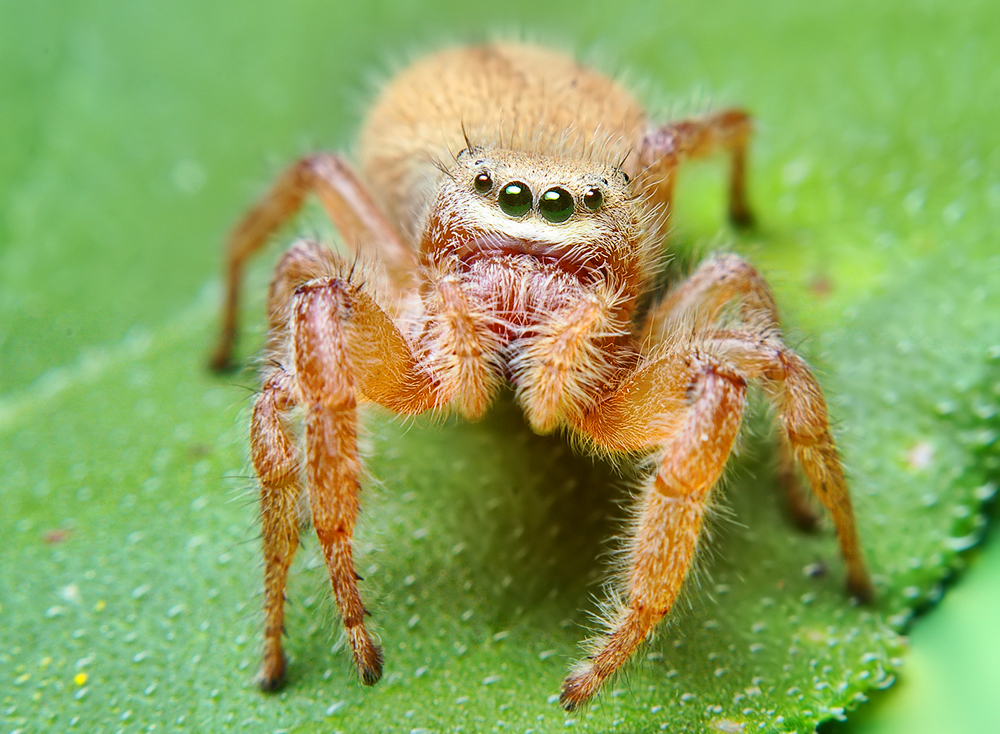
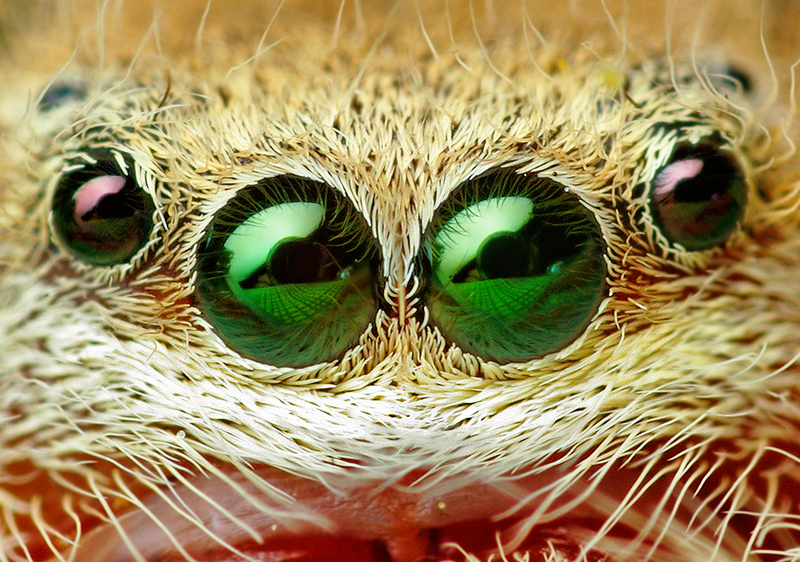